# Rafael Valentín Valdivieso
Rafael Valentín Valdivieso Zañartu (Santiago, 2 de noviembre de 1804-Santiago de Chile, 8 de junio de 1878) fue un sacerdote y arzobispo chileno que se desempeñó como arzobispo de Santiago de Chile, durante treinta años.

## Biografía

### Primeros años y formación
Fue hijo de Manuel Joaquín Valdivieso y Maciel y de María Mercedes Zañartu y Manso de Velasco, y tío del futuro obispo Crescente Errázuriz. 
Estudió derecho, titulándose de abogado el 23 de mayo de 1825, por la Universidad de San Felipe. 
Hizo algunos estudios eclesiásticos privados con algunos sacerdotes, para después ingresar al seminario. 

### Sacerdocio
Fue ordenado sacerdote por el obispo de Santiago Manuel Vicuña Larraín, el 27 de julio de 1834.

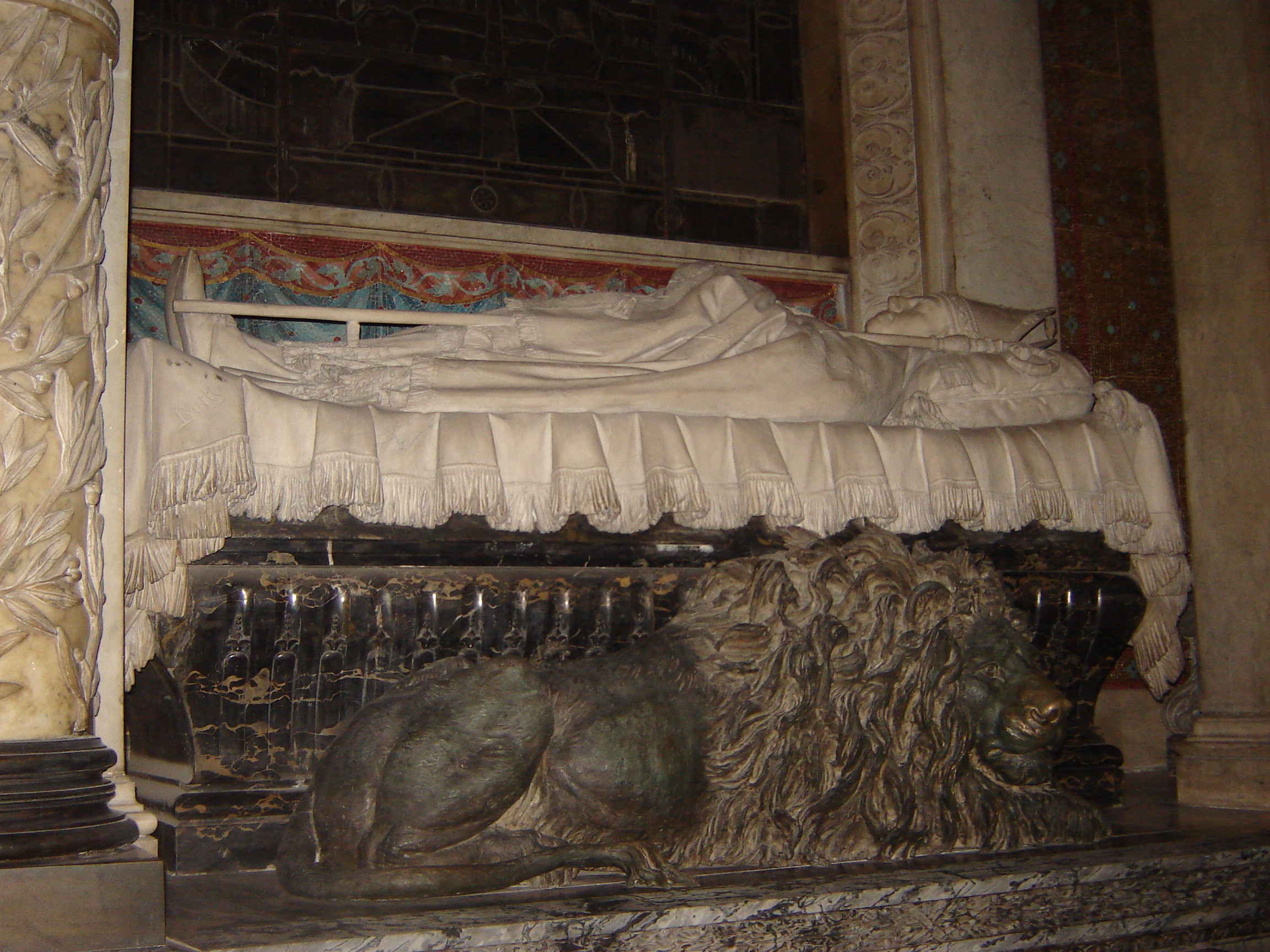
Monumento Sepulcral del Arzobispo Valdivieso en la Catedral Metropolitana de Santiago.

Valdivieso ejerció durante un tiempo como misionero en Chiloé y en Atacama. 
Al crearse la Universidad de Chile ejerció como decano de la desaparecida Facultad de Teología. 

### Episcopado
El papa Pío IX lo designó arzobispo de Santiago el 4 de octubre de 1847, siendo consagrado en la Catedral Metropolitana de Santiago el 2 de julio de 1848 por fray Hilarión de Etura, obispo titular de la sede de Augustópolis.
Durante su largo ejercicio en el cargo, fue un gran defensor de los privilegios de la Iglesia católica en Chile. Intransigente con el nuevo espíritu liberal y secular de su tiempo, se apoyó en el partido conservador para sustentar sus posturas teocráticas. También durante su gobierno se desarrolló la llamada cuestión del sacristán, lo que se transformó en una de las grandes confrontaciones públicas acerca de la relación Estado-Iglesia en Chile.
En su calidad de arzobispo, realizó en 1859 la visita ad limina, y participó en el Concilio Vaticano I entre 1869 y 1870. Falleció el 8 de junio de 1878, siendo enterrado en la Catedral Metropolitana de Santiago. Después de su fallecimiento se produjo un largo periodo de vacancia, que recién fue suplido con el nombramiento de Mariano Casanova y Casanova en el cargo en 1886.